# 冷靛夜蛾属
冷靛夜蛾属（学名：Belciades）为夜蛾科的一个单种属。它只有一个物种 Belciades niveola, 由Victor Motschulsky于1866年首先描述。发现于朝鲜和日本。

## 下属物种
本属包括以下物种：
- 冷靛夜蛾 Belciades niveola Motschulsky, 1866